# Косовский музей
Музей Косова (алб. Muzeu i Kosovës; серб. Muzej Kosova / Музеј Косова) — национальный музей Косова, находящийся в городе Приштина. Основан в 1949 году и является крупнейшим музеем Косова. Здание музея было сооружено в 1889, спроектировано в соответствии с Австро-Венгерским стилем строительства, и его реальной целью было создание штаба высшего военного командования Австро-Венгерской монархии.
Музей является самым ранним институтом культурного наследия в Косове, созданным с целью сохранения, восстановления и демонстрации движимого наследия на территории региона. Он находится в особом месте, так как он расположен в старом ядре центра города.

## История
В 1949 году в Косовском музее были открыты отделы археологии, этнографии и естественных наук, к которым в 1959 году был добавлен отдел изучения истории и национально-освободительной борьбы. Музей активно участвует в финансировании археологических раскопок, консервации и других научных работах. С 1956 года он публикует ежегодный журнал под названием «Buletin i Muzeut të Kosovës» («Бюллетень музея в Косове») со статьями на албанском (и резюме на французском, английском или немецком языках).
Музей состоит из трех частей: самого Музея Косова, Жилищного комплекса Эмина Гжику, где была представлена этнологическая выставка и Музей Независимости. Музей состоит из четырёх секторов: археологического сектора, этнологического сектора, исторического сектора и природного сектора. Главное здание музея состоит из 3 залов (галерей) и один из них служит залом для постоянных археологических выставок, но различные экспонаты также представлены во внутреннем дворе музея, а также в лапидарие, соответственно, в археологическом Парке, который расположен рядом со зданием музея (с правой стороны от него). В подвалах музея расположены склады с тысячами находок, артефактов и подвижных фрагментов археологического материала, которые систематизируются и хранятся в особых условиях с особым вниманием и заботой. В заключение следует подчеркнуть, что в здании Музея Косова, а именно на его третьем этаже, вы можете увидеть рабочую среду Археологического института Косова, научно-профессионального учреждения ответственного за археологические исследования.

## Этнологический музей

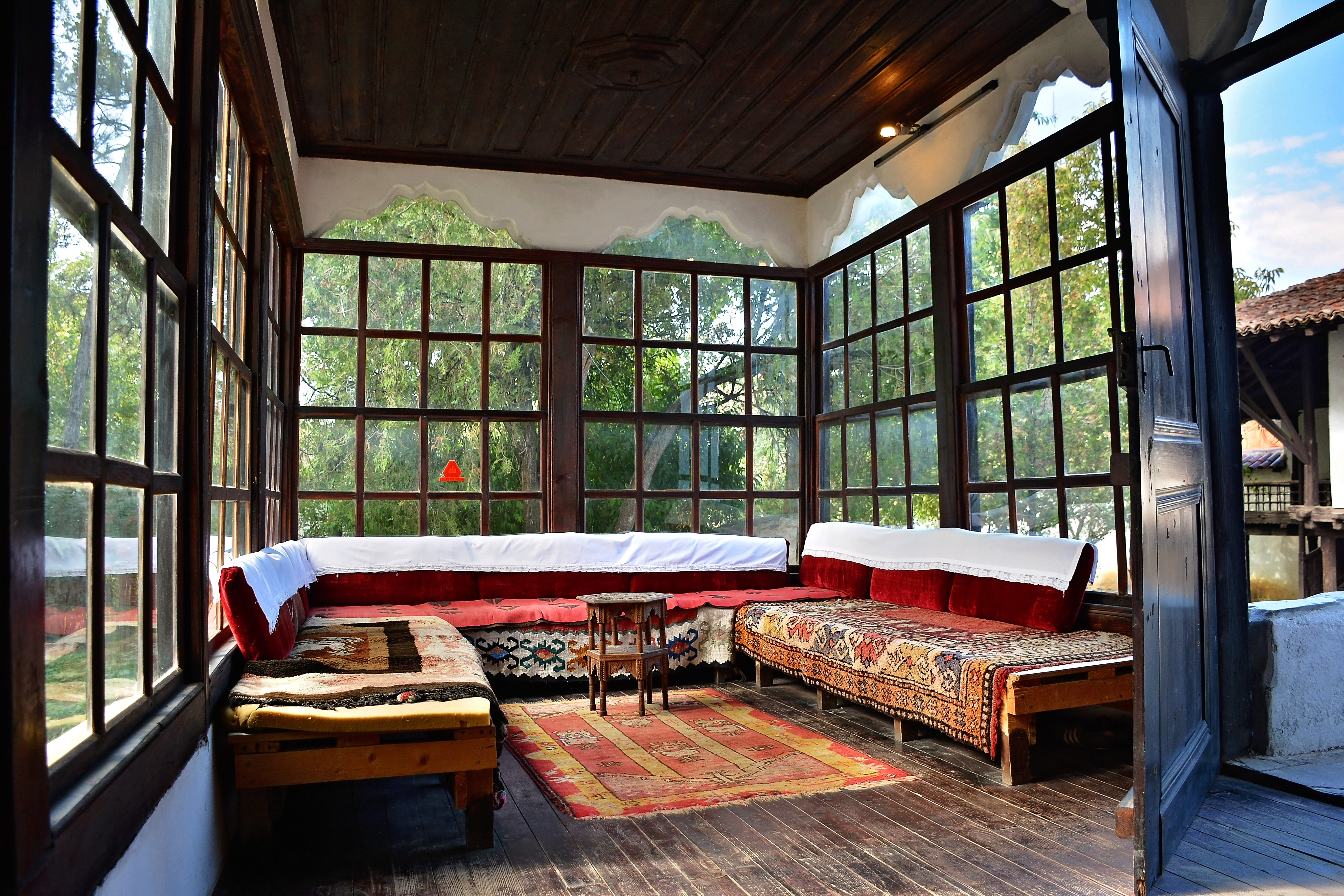
В музее демонстрируются инструменты и предметы, связанные с образом жизни османского Косова.

Этнологический музей является неотъемлемой частью Музея, расположенный в старом жилом комплексе, состоящем из четырёх зданий: два из которых относятся к XVIII веку и два других из XIX века.
Жилищный комплекс был построен семьей Гинолли или Эмин Гику, которые затем мигрировали в Турцию в 1958—1959 годах. Позже в этом жилом комплексе был открыт природный музей. В 2006 году в этом жилищном комплексе была установлена постоянная этнологическая выставка Музея Косова. Концепция этнологического музея основана на четырёх темах, которые представляют жизненный цикл, начиная с рождения, жизни, смерти и духовного наследия сербов.
Каменный дом или синагога также являются частью музея, который в 1950-х годах был перенесен из старой части города Приштина в этот жилой комплекс. Сегодня он служит центром современного искусства — Стацией.

## Археологический парк
Археологический парк, лапидарий Косовского музея, был призван стать дополнительной частью открытой выставки археологического наследия Косова. Архитектурные фрагменты, эпиграфические надписи, алтари и питомники или могильные камни, которые помимо мифологических сцен, погребальных шествий, представлены образами бывших обитателей этих земель, дополненными вырезанными надписями, все это отражает духовный и материальный мир Дардании.
Археологический парк Косовского музея был спроектирован как лапидарий, который является предопределенным местом для экспонирования каменных памятников и архитектурных фрагментов археологического характера. Парк призван служить памятником древности и уровня цивилизаций с древних времен, а также для организации культурных и образовательных мероприятий для детей и молодежи.

## Галерея

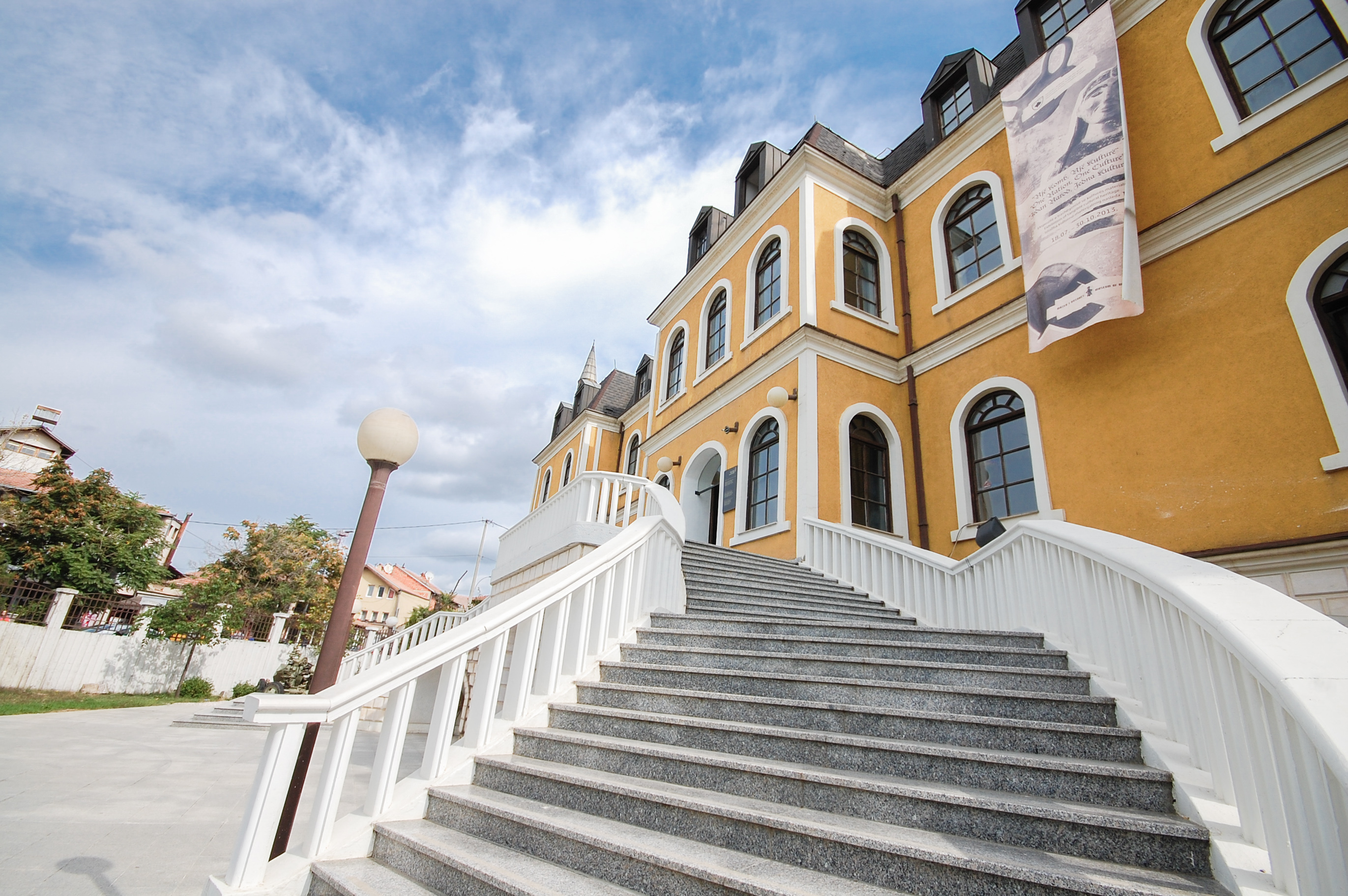
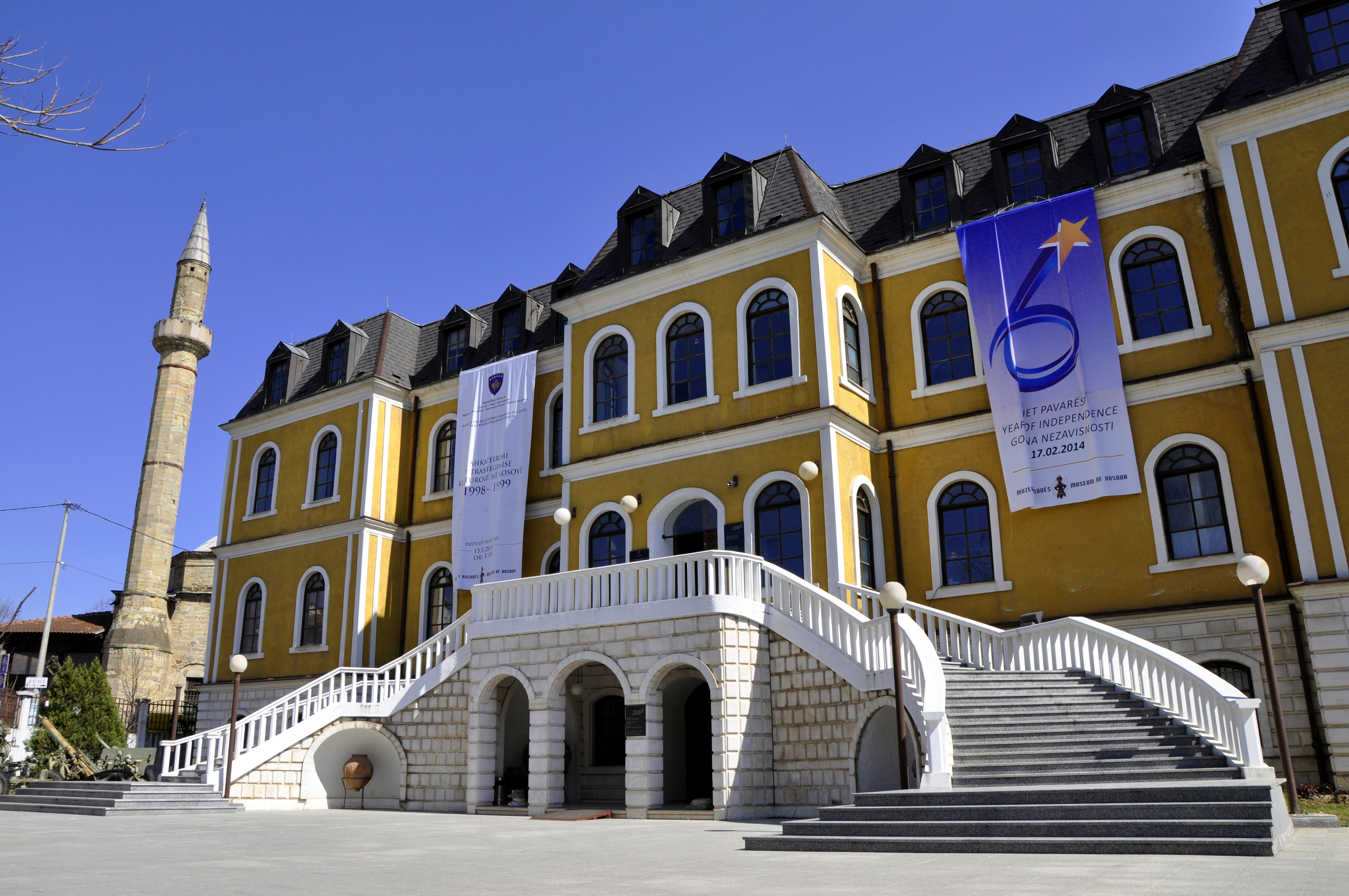
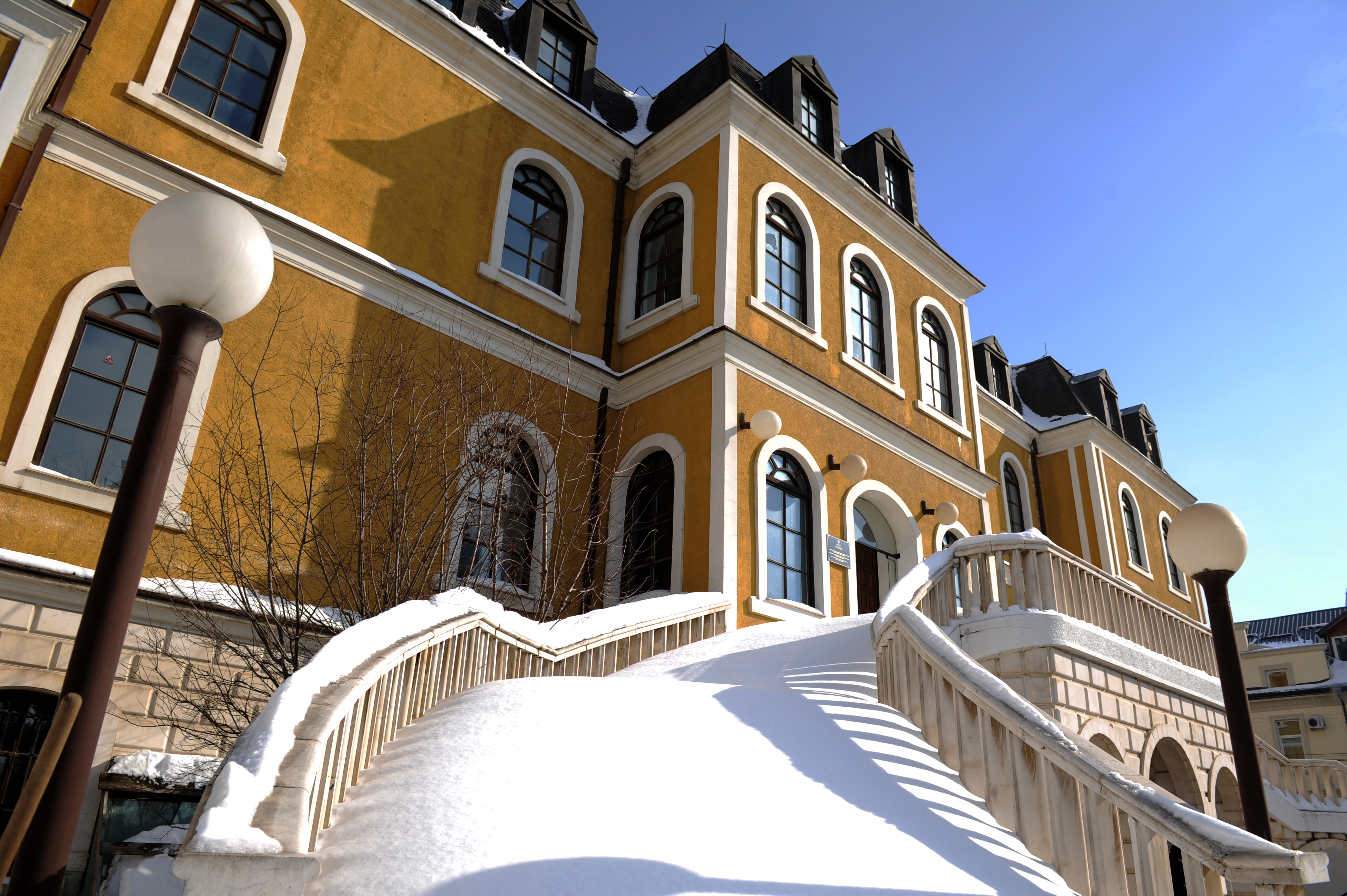
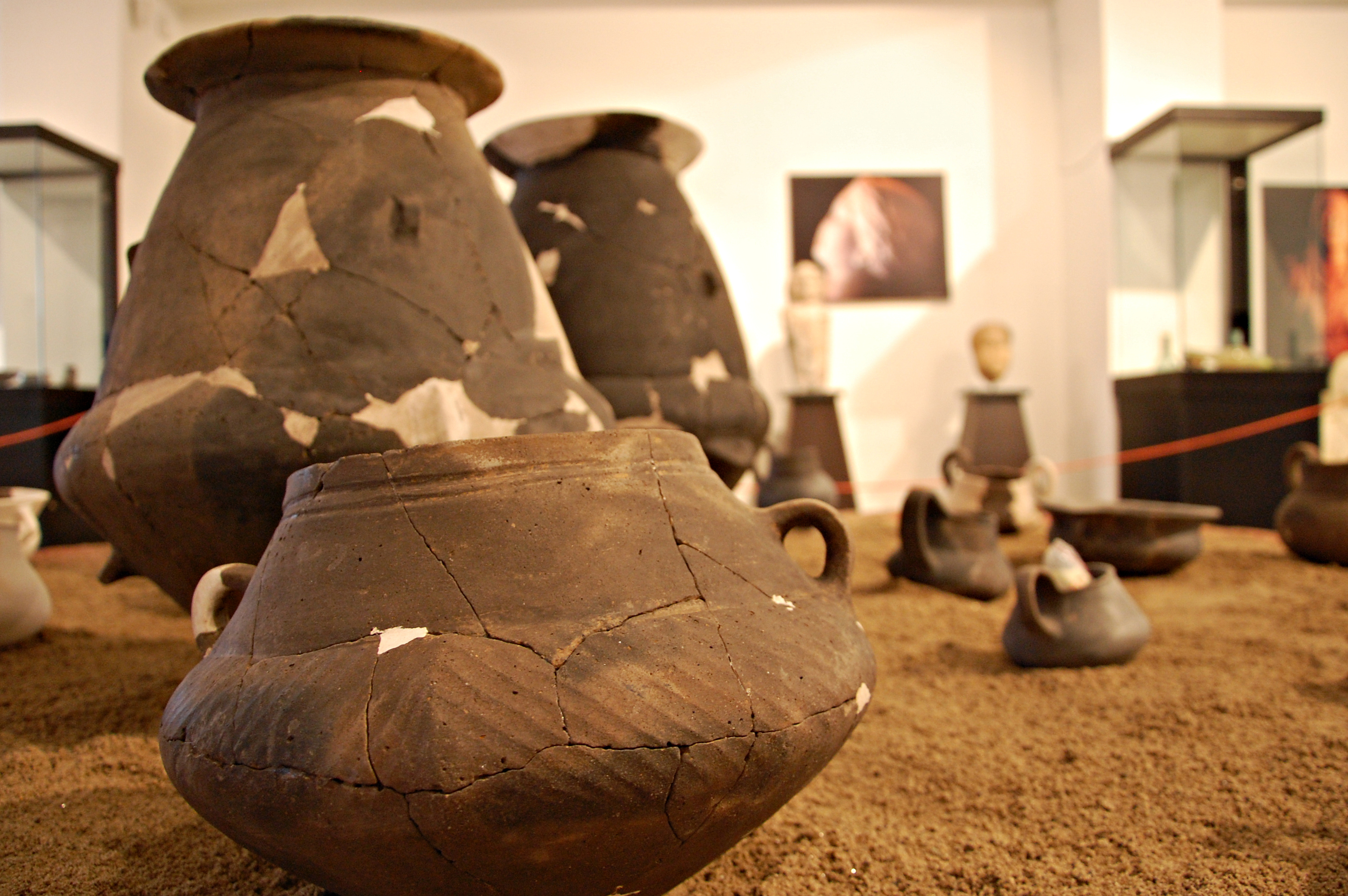
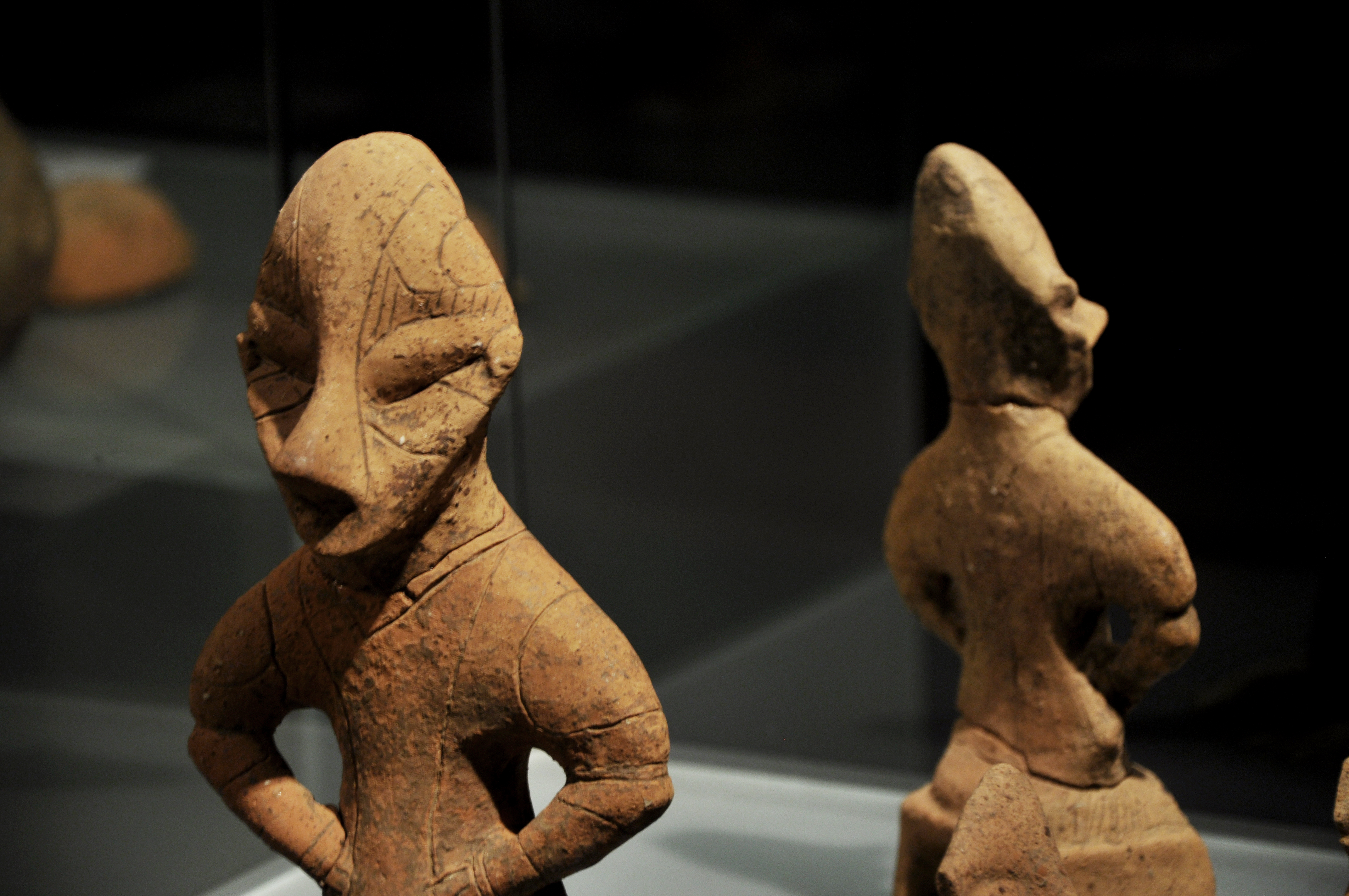
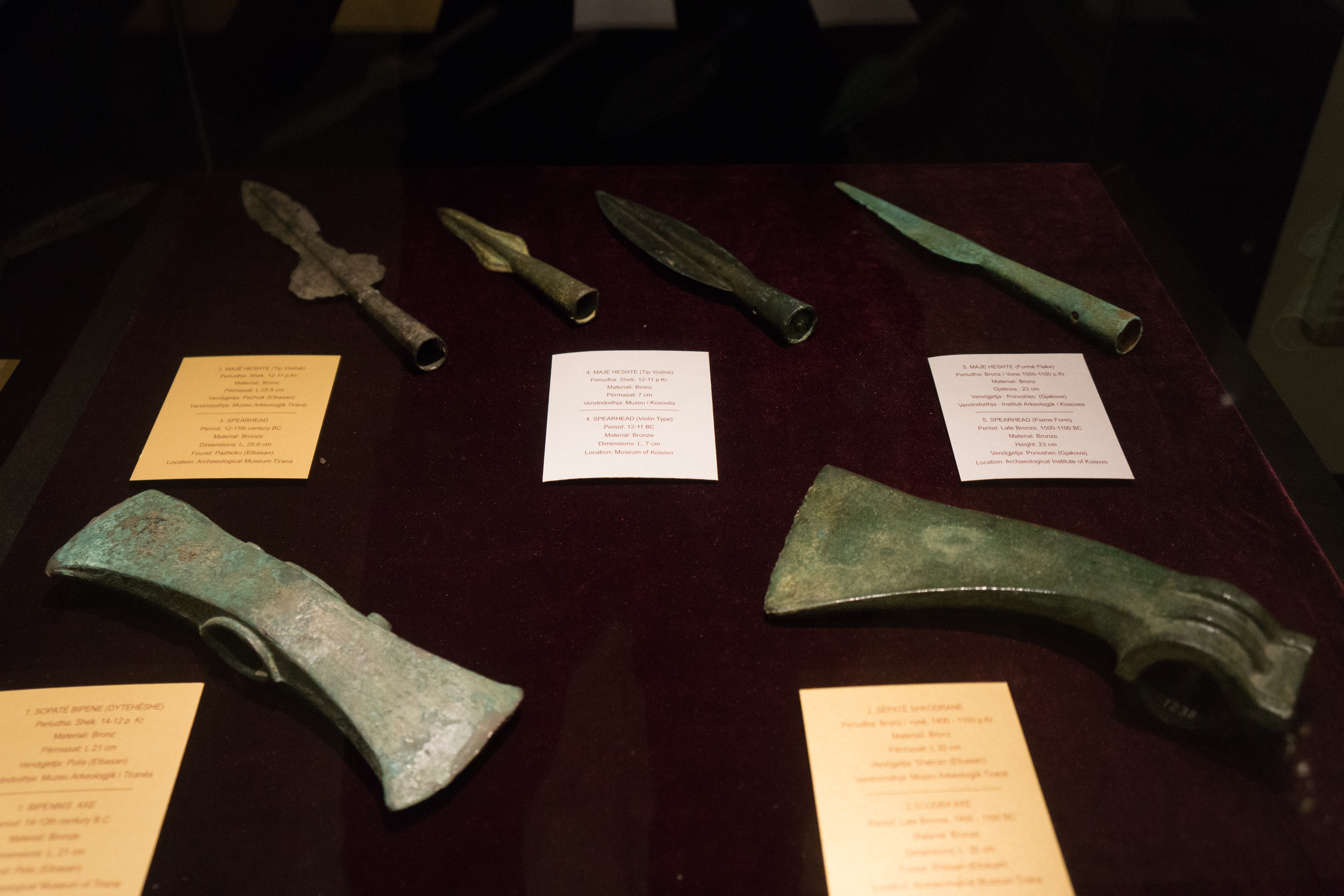
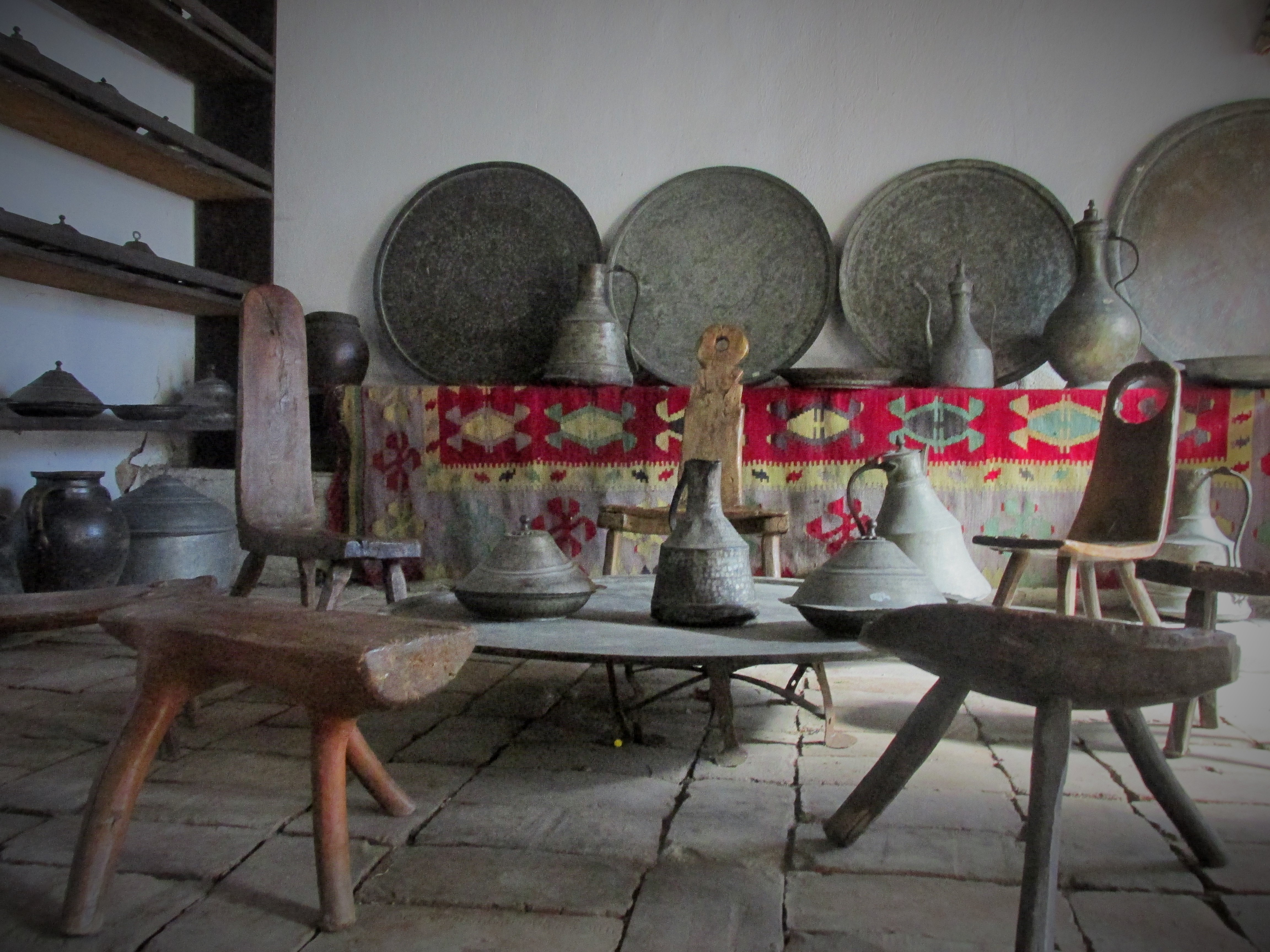